# Tom Duff
Thomas Douglas Selkirk Duff (Toronto, 8 dicembre 1952) è un informatico e programmatore canadese.

## Biografia

### Primi anni
Duff nacque a Toronto, Ontario, Canada, e prese il nome dal suo presunto antenato, il quinto conte di Selkirk. Crebbe anche a Leaside. Nel 1974 si laureò all'Università di Waterloo con un B.Math e, due anni dopo, ottiene un M.Sc. all'Università di Toronto.

### Carriera
Duff lavorò al Computer Graphics Lab del New York Institute of Technology e alla Mark Williams Company di Chicago, prima di approdare alla divisione ricerca e sviluppo della Lucasfilm. Assieme al collega Thomas Porter sviluppò un nuovo sistema di approccio all'alpha compositing; il loro articolo del 1984 Compositing Digital Images, è "il lavoro seminale su un'algebra per il compositing di immagini", secondo Keith Packard. Il Porter-Duff compositing viene spesso impiegato per software quali XRender e Glitz. Sempre alla Lucasfilm creò il Duff's device, meccanismo per lo srotolamento del loop per il linguaggio di scrittura C.
Duff lavorò poi per dodici anni al Bell Labs Computing Science Research Center, compiendo ricerche sulla computer grafica, sulle reti wireless e il sistema operativo Plan 9; in quel periodo, fu autore dello Shell Unix "rc". Dal 1996 al 2021, anno del suo ritiro, fu impiegato ai Pixar Animation Studios.

## Riconoscimenti
- Nel 1996, a Duff venne assegnato (assieme ad altri) l'Oscar al merito tecnico-scientifico per il suo lavoro sull'image compositing digitale.
- Nel 1998 ottenne lo stesso premio con William Reeves per aver sviluppato per Pixar il programma d'animazione 3D Marionette.
- Il 22 agosto 2006, lo United States Patent and Trademark Office assegnò (EN)  US7095409, United States Patent and Trademark Office, Stati Uniti d'America. alla Pixar per "un metodo e apparato di rendering delle riprese" inventato da Tom Duff e Robert L. Cook.
- il 31 ottobre 2006, the United States Patent and Trademark Office assegnò (EN)  US7129940, United States Patent and Trademark Office, Stati Uniti d'America. alla Pixar per "un metodo e apparato di rendering delle riprese" inventato da Tom Duff e Robert L. Cook.
- Nel 2015 Duff divenne il ventunesimo premiato della J.W. Graham Medal, così chiamata in onore di Wes Graham, uno dei primi celebri professori di informatica all'Università di Waterloo, e assegnata ogni anno a un influente ex allievo della Facoltà di Matematica dell'Università.[5]